# Рождественка (Сахалинская область)
Рождественка — упразднённый посёлок в Александровск-Сахалинском районе Сахалинской области России. На момент упразднения входил в состав Мгачинского поссовета. Исключен из учётных данных в 1973 году.

## География
Село находилось в центре района, на правом берегу реки Рождественка, на расстоянии приблизительно в 7 км (по прямой) к юго-востоку от села Мгачи.

## История
Русское старожильческое село Рождественское основано в 1891 году. По данным на 1926 года Рождественка состояла из 9 хозяйств. В административном отношении являлось центром Рождественского сельсовета Александровского района Сахалинского округа Дальневосточного края.
По данным на 1937 год село входило в состав Мгачинского поссовета Александровского района.
Упразднен решением Сахалинского облисполкома от 10.04.1973 № 161.

## Население
| 1926 | 1937 |
| ---- | ---- |
| 40   | ↗211 |

По данным на 1926 год русские проживали в 89 % хозяйств.